# Оссе (Лодзинське воєводство)
Оссе (пол. Osse) — село в Польщі, у гміні Стрикув Зґерського повіту Лодзинського воєводства.
Населення — 221 особа (2011).

## Демографія
Демографічна структура станом на 31 березня 2011 року:
|          | Загалом | Допрацездатний вік | Працездатний вік | Постпрацездатний вік |
| -------- | ------- | ------------------ | ---------------- | -------------------- |
| Чоловіки | 116     | 21                 | 78               | 17                   |
| Жінки    | 105     | 21                 | 51               | 33                   |
| Разом    | 221     | 42                 | 129              | 50                   |